# M65 (天体)
座標:  11h 18m 55.957s, +13° 05′ 31.96″
M65（NGC 3623）は、しし座にある渦巻銀河である。

## 概要

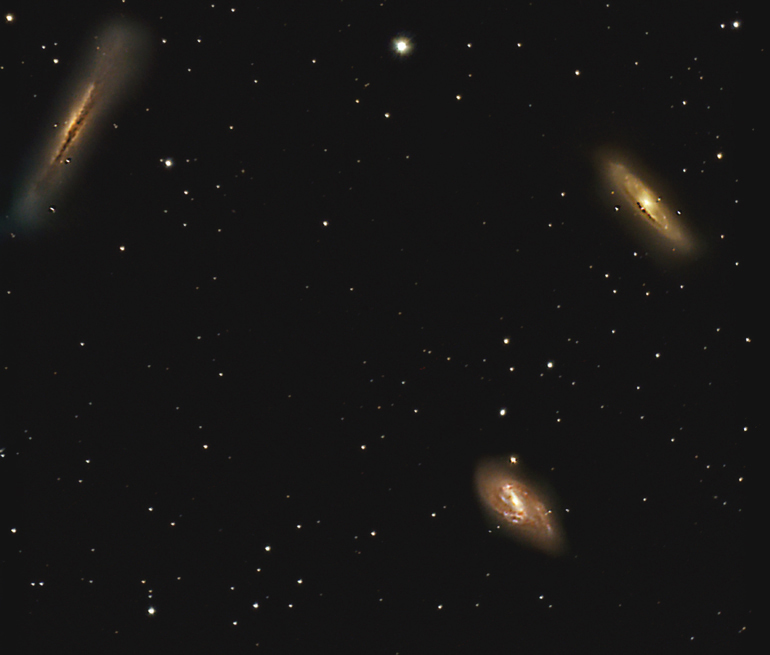
しし座の三つ子銀河。右上がM65。

M65はM66やNGC 3628と非常に接近して見え「しし座の三つ子銀河 (Leo Triplett)」とも呼ばれている。3つの銀河はいずれも、しし座銀河群に属している。
中心部が明るく、周囲が拡散してやや不鮮明な楕円に見える。双眼鏡ではM66のみ見えることが多い。口径10cmの望遠鏡では、中心部の構造が分かりはじめる。口径20cmの望遠鏡では3つの銀河の存在が明瞭に観察できる。M65は中心核が割れたような感じに見える。

## 観測史
1780年3月1日に、シャルル・メシエによってM66と同時に発見された。メシエは「非常に微かで星はない」としている。ウィリアム・ハーシェルは「非常に輝く星雲。南北方向に広がり径12'。明るい核があり、周りは急に拡散している」と記した。ロス卿は1848年に「奇妙な星雲。左側に明るい核がある。やや上方と右側に条があり、渦状。核の部分だけよく分かれる」とし、1854年には「核の片方に暗い場所があるようだ」とした。
2013年3月21日、日本のアマチュア天文家菅野松男によってII型超新星SN 2013am が発見されている。菅野はこの発見により彗星・新星・超新星の新天体発見三冠を達成した。